# Adalhard (Seneschall)
Adalhard († nach 865) war Seneschall des Kaisers Ludwig des Frommen und der Kaiserin Judith und an deren Seite einer der mächtigsten Männer des Frankenreichs in Ludwigs Regierungszeit.

## Leben
Adalhard entstammte dem Adelsgeschlecht der Matfriede, die mitunter auch nach ihm als Adalharde bezeichnet wurden. Auf dieses Geschlecht wiederum geht das Haus Châtenois der späteren Herzöge von Lothringen zurück, ebenso wie das daraus hervorgegangene, bis heute existierende Haus Habsburg-Lothringen.
Eine Nichte Adalhards, Irmentrud (825–869), heiratete am 13. Dezember 842 den westfränkischen König Karl den Kahlen, mit dem sie sieben Kinder hatte. Sie war die Tochter des 834 im Kampf gegen Lothar I. gefallenen Grafen Odo von Orléans. In welcher verwandtschaftlichen Beziehung Adalhard zu Odo stand, Bruder oder Schwager, ist ungeklärt.
Adalhard war einer der drei hochgestellten Gesandten, die 842 von Karl dem Kahlen und Ludwig dem Deutschen mit außerordentlichen Vollmachten ausgestattet zu deren Bruder Lothar I. geschickt wurden, um über die Teilung des fränkischen Reiches zu verhandeln und Lothar den von ihnen bestimmten dritten Teil des Reiches anzubieten. Die beiden anderen Gesandten waren Graf Konrad, Bruder der Kaiserin Judith, und Graf Cobbo der Ältere. Nach der Teilung des Reiches wurde er einer der einflussreichsten Adeligen im Mittelreich.
Als die Brüder Udo (Graf im Lahngau), Waldo (Abt von Münsterschwarzach am Oberrhein und St. Maximin in Trier) und Berengar (Graf in Hessen) im Zusammenhang mit der von König Ludwig dem Deutschen betriebenen Entmachtung ihres Onkels, des mächtigen Markgrafen Ernst, auf dem Reichstag im April 861 in Regensburg wegen Untreue verurteilt und ihre Ämter und Lehen verlustig gegangen waren, suchten sie zunächst Zuflucht bei ihrem Verwandten (propinquus) Adalhard im Mittelreich Lothars II. Als sich Ludwig der Deutsche und Lothar II. bald danach miteinander aussöhnten, flohen sie mit Adalhard ins Westreich zu Karl dem Kahlen, dessen Frau Irmentrud eine Nichte Adalhards und möglicherweise eine Schwester ihres Vaters Gebhard war. Karl entschädigte sie für ihre Verluste, und Adalhard wurde mit der Erziehung von Karls Sohn Ludwig betraut. Außerdem wurde er Laienabt in mehreren Klöstern, darunter Saint-Martin de Tours und Echternach.
865 fiel Adalhard bei Karl dem Kahlen in Ungnade, da er bei der von ihm geführten Verteidigung des Seinegebiets gegen die Normannen die 20 Tage dauernde Plünderung von St. Denis nicht verhindert hatte. Wegen dieses angeblichen Versagens entzog Karl ihm und den ebenfalls beschuldigten Grafen Udo und Berengar alle Ämter und Würden, die er ihnen zuvor übertragen hatte. Auch wurde daraufhin das Verlöbnis von Adalhards Tochter mit Ludwig dem Jüngeren, dem zweiten Sohn Ludwigs des Deutschen, auf dessen Druck wieder aufgelöst.

## Kinder
Mit seiner namentlich nicht bekannten Frau hatte er mindestens drei Kinder:
- Étienne
- Eine Tochter unbekannten Namens, die 865 mit Ludwig dem Jüngeren, Sohn Ludwigs des Deutschen, verlobt wurde
- Adalhard II.[1] († 890), Graf von Metz